# Alpesi jegeslepke

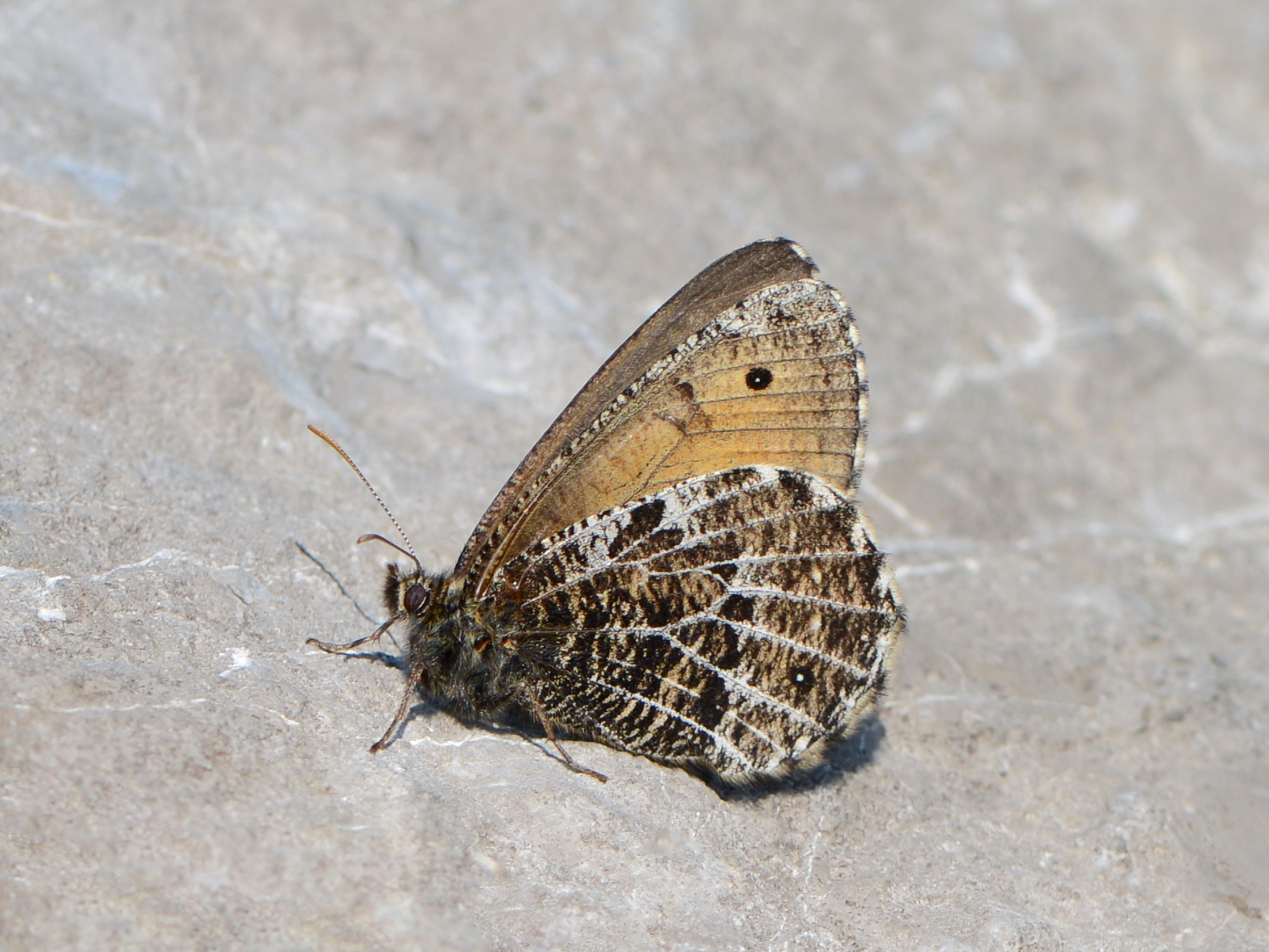
Alpesi jegeslepke

Az alpesi jegeslepke (Oeneis glacialis) a rovarok (Insecta) osztályának a lepkék (Lepidoptera) rendjébe, ezen belül a tarkalepkefélék (Nymphalidae) családjába tartozó faj.

## Elterjedése
Az alpesi jegeslepke kizárólag az Alpok láncának magas fekvésű részein fordul elő, Ausztria, Franciaország, Németország, Olaszország, Liechtenstein és Svájc területén.

## Megjelenése
Az alpesi jegeslepke szürkésbarna színű, világosabb, sárgásbarna sávokkal és rajtuk sötét szemfoltokkal. Színe és szemfoltjainak száma igen változó. Elülső szárnya körülbelül 3 centiméter hosszú. A hátulsó szárnyon a sejtekben 2–5 fehér magvú szemfolt látható. A szárnyak külső szegélyének rojtjai feltűnően fehér foltosak.

## Életmódja
Az alpesi jegeslepkével és havasi alfajával 2000-3000 méter magasságban találkozunk. A lepke meredek sziklás lejtőkön él.

## Szaporodása
Az alpesi jegeslepkének évente egyetlen nemzedéke fejlődik, amely júniustól augusztus végéig repül. Hernyóidőszaka augusztus–június között van. A hernyó jól elrejtőzve a talajban telel. Tápnövényei különféle füvek, főleg azonban a juhcsenkesz (Festuca ovina).